# 大江戸温泉物語premium 下呂本館
大江戸温泉物語premium 下呂本館（おおえどおんせんものがたりプレミアムげろほんかん）は、岐阜県下呂市にある大江戸温泉物語グループのホテル。

## 概要
2005年12月に湯快リゾートが清芳閣を買収し、「下呂彩朝楽本館」としてオープンした。新たに卓球や漫画、カラオケルームなどを設けた。
2023年のブランド見直しに合わせて、湯快リゾートのプレミアムタイプとなっている。
2024年3月1日に露天風呂がオープンした。
2024年9月より、リニューアル工事のため一時休館をしていた。
2024年11月1日、大江戸温泉物語ブランドに変更となり、リニューアルオープン。施設名も「大江戸温泉物語premium 下呂本館」となった。

## アクセス
- JR下呂駅より車で約3分、徒歩で約15分